# Campeonato Europeu de Halterofilismo de 2024
O Campeonato Europeu de Halterofilismo de 2024 foi a 102ª edição do campeonato, sendo organizado pela Federação Europeia de Halterofilismo, na Arena Sófia, em Sófia, na Bulgária, entre 12 a 20 de fevereiro de 2024. Foram disputadas 20 categorias (10 masculino e 10 feminino) com a presença de 378 halterofilistas de 39 nacionalidades.

## Quadro de medalhas
Quadro de medalhas no total combinado
| Ordem | País                        | Medalha de ouro | Medalha de prata | Medalha de bronze | Total |
| ----- | --------------------------- | --------------- | ---------------- | ----------------- | ----- |
| 1     | Armênia                     | 4               | 3                | 3                 | 10    |
| 2     | Bulgária                    | 4               | 2                | 1                 | 7     |
| 3     | Itália                      | 2               | 2                | 0                 | 4     |
| 3     | Ucrânia                     | 2               | 2                | 0                 | 4     |
| 5     | Roménia                     | 2               | 0                | 0                 | 2     |
| 6     | Turquia                     | 1               | 3                | 3                 | 7     |
| -     | Atletas neutros autorizados | 1               | 1                | 2                 | 4     |
| 7     | Polónia                     | 1               | 1                | 1                 | 3     |
| 8     | Noruega                     | 1               | 0                | 1                 | 2     |
| 9     | Azerbaijão                  | 1               | 0                | 0                 | 1     |
| 9     | Grã-Bretanha                | 1               | 0                | 0                 | 1     |
| 11    | Geórgia                     | 0               | 2                | 1                 | 3     |
| 12    | Moldávia                    | 0               | 1                | 1                 | 2     |
| 13    | Albânia                     | 0               | 1                | 0                 | 1     |
| 13    | França                      | 0               | 1                | 0                 | 1     |
| 13    | Israel                      | 0               | 1                | 0                 | 1     |
| 16    | Alemanha                    | 0               | 0                | 3                 | 3     |
| 17    | Finlândia                   | 0               | 0                | 1                 | 1     |
| 17    | Irlanda                     | 0               | 0                | 1                 | 1     |
| 17    | Letônia                     | 0               | 0                | 1                 | 1     |
| 17    | Espanha                     | 0               | 0                | 1                 | 1     |
| Total | Total                       | 20              | 20               | 20                | 60    |

## Calendário
No dia 12 de dezembro de 2023 foi divulgado o calendário de prova concedido nos nove dias de competições. Em comparação com a edição anterior, a subdivisão dos títulos por dia permaneceu inalterada.